# Husí kůže (film)
Husí kůže (v anglickém originále Goosebumps) je americký hororový film z roku 2015. Režisérem filmu je duo Rob Letterman. Hlavní role ve filmu ztvárnili Jack Black, Dylan Minnette, Odeya Rush, Amy Ryan, Ryan Lee a Jillian Bell. Zak se přistěhuje do nového města a jeho soused je velice podivný. Když se mu vkradou do domu tak pomocí knih nechají ožít zrůdy ( yetti, vlkodlak, oživlá loutka a další). Musí spojit síly a porazit je.

## Obsazení
| Dylan Minnette      | Zach               |
| Jack Black          | Stine              |
| Ryan Lee            | Champ              |
| Odeya Rush          | Hannah             |
| Ella Wahlestedt     | Anna               |
| Amy Ryan            | Gale               |
| Jillian Bell        | Lorraine           |
| Halston Sage        | Taylor             |
| Ken Marino          | trenér Carr        |
| Steven Krueger      | Davidson           |
| Timothy Simons      | důstojník Stevens  |
| E. Roger Mitchell   | major              |
| Karan Soni          | pan Rooney         |
| Benjamin Papac      | Seth (neuveden)    |
| London Summers      | středoškolačka     |
| Melissa Eastwood    |                    |
| Keith Arthur Bolden | principal Garrison |